# Novembre 1928

## Événements
- 4 novembre :
  - France : « Coup d'Angers » : les Radicaux quittent l'Union Nationale.
  - Le libéral José María Moncada Tapia gagne les élections au Nicaragua (il entre en fonction le 1er janvier 1929)[1].

- 6 novembre :
  - France : chute du président du Conseil Raymond Poincaré (4).
  - Élection de Herbert Hoover (R) comme président des États-Unis devant le démocrate Al Smith, catholique d’origine irlandaise.
  - Rencontre d'Elsa Triolet et de Louis Aragon, tous deux écrivains, dans un bar de Paris, La Coupole, à Montparnasse[2].

- 8 novembre, France : les députés autonomistes alsaciens sont déchus de leur mandat.

- 10 novembre :
  - empire du Japon : Hiro-Hito, dont le nom signifie « richesse, abondance, fertilité et vertu », est officiellement couronné 124e empereur du Japon dans la ville de Kyoto, deux ans après son accession au trône à la suite du décès de son père l'empereur Taisho. Selon la tradition Shinto, une nouvelle ère est proclamée, Showa (Paix rayonnante).
  - Élections libres en Roumanie. Le Parti national paysan obtient une majorité écrasante devant le Parti libéral au pouvoir et Iuliu Maniu devient Premier ministre. Il favorise le retour d’exil du prince héritier.

- 11 novembre : 
  - France : Raymond Poincaré président du Conseil (5).
  - Premier vol au-dessus de l'Antarctique réalisé par l'expédition de Hubert Wilkins.

- 16 novembre : la firme bavaroise BMW, qui fabrique depuis 1916 des moteurs d’avions et des motocyclettes, acquiert l’usine Dixi et se lance dans la production d’automobiles.

- 28 novembre : Mustafa Kemal Atatürk met en place l'utilisation de l'alphabet latin au lieu de l'alphabet arabe pour noter la langue turque.

## Naissances
- 1er novembre : Claude Bloch, déporté français, survivant des camps de concentration († 31 décembre 2023).
- 3 novembre : Osamu Tezuka, dessinateur japonais de manga († 9 février 1989).
- 6 novembre : Marie Leonhardt Amsler, violoniste suisse, membre fondatrice du Leonhardt-Consort (en) († 23 juillet 2022).
- 8 novembre : Natalie Zemon Davis, historienne et universitaire canadienne-américaine († 21 octobre 2023).
- 10 novembre : 
  - Paul-Marie de La Gorce, journaliste français († 1er décembre 2004).
  - Ennio Morricone, compositeur, producteur et chef d'orchestre italien  († 6 juillet 2020).
- 14 novembre : George Bizos, avocat sud-africain († 9 septembre 2020).
- 17 novembre :
  - Arman, artiste français († 22 octobre 2005).
  - Betty Kaunda, First Lady zambienne († 18 septembre 2021).
- 19 novembre : Jean Combot, footballeur français († 14 mai 2021).
- 22 novembre : Nikolaï Dobronravov, poète et parolier russe († 16 septembre 2023).
- 29 novembre : 
  - Ozaki Hotsuki, écrivain japonais († 21 septembre 1999).
  - Taïr Salakhov, artiste azéri († 21 mai 2021).